# Lucy Maud Montgomery
Pour les articles homonymes, voir Montgomery.
Œuvres principales
- Anne… la maison aux pignons verts

Lucy Maud Montgomery, née le 30 novembre 1874 à Clifton (Île-du-Prince-Édouard, Canada) et morte le 24 avril 1942 à Toronto (Ontario, Canada), est une romancière, poète et essayiste canadienne principalement connue pour sa série de romans débutée en 1908 par Anne... la maison aux pignons verts. Le livre rencontre un succès immédiat. Anne Shirley, jeune orpheline, apporte la célébrité à Montgomery de son vivant et lui attire un lectorat international.
Ce premier roman a de nombreuses suites, avec Anne pour personnage principal. Par la suite, Montgomery publie encore vingt romans, cinq cent trente nouvelles, cinq cents poèmes et trente essais. La plupart de ses romans se passent sur l’Île-du-Prince-Édouard, et certains endroits de cette province (la plus petite du Canada) deviennent ainsi des lieux littéraires emblématiques du Canada et des destinations touristiques populaires — comme la ferme de Green Gables, à l’origine de la création du Parc national de l’Île-du-Prince-Édouard. Montgomery est nommée officier de l’Ordre de l’Empire britannique en 1935.
Aujourd’hui encore, les œuvres, journaux et correspondances de Montgomery sont lus et étudiés par de nombreux lecteurs et universitaires du monde entier.

## Jeunesse

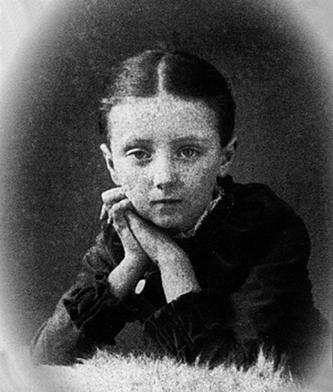
Lucy à 8 ans.

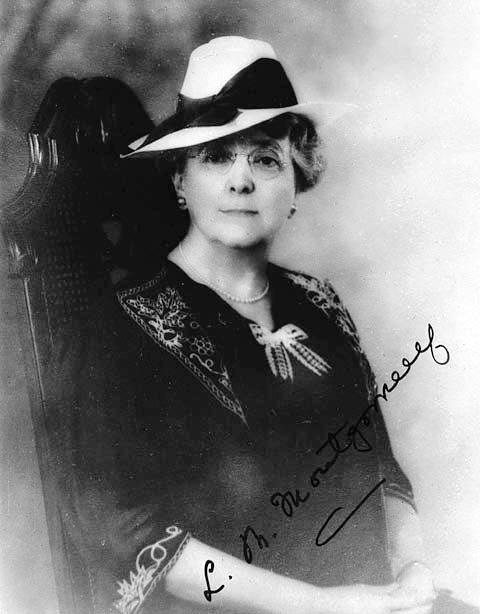
Lucy Maud Montgomery en 1935.

Lucy Maud Montgomery naît à Clifton (l’actuelle New London) sur l’Île-du-Prince-Édouard, le 30 novembre 1874. Sa mère, Clara Woolner Macneill Montgomery, meurt de tuberculose alors que Lucy n’a que vingt-et-un mois. Accablé de chagrin, son père, Hugh John Montgomery, confie Lucy à la garde de ses grands-parents maternels, mais continue de la voir. Quand Lucy a sept ans, il déménage à Prince Albert, dans les Territoires du Nord-Ouest (l’actuel Prince Albert en Saskatchewan). Dès lors, Lucy est élevée par ses grands-parents, Alexander Marquis Macneill et Lucy Woolner Macneill, dans le village de Cavendish, sur l’Île-du-Prince-Édouard.
À Cavendish, Montgomery a une enfance très solitaire. Elle passe la plupart de son temps seule, bien qu’elle ait de la famille dans les environs. Elle s’invente des amies et des mondes imaginaires pour faire face à la solitude, et elle reconnaîtra plus tard que cette période lui a permis de développer sa créativité. Ses amies imaginaires se nomment Katie Maurice et Lucy Gray ; elles vivent dans la « pièce féérique » derrière la bibliothèque du salon. Un jour, pendant la messe, Montgomery demande à sa tante où se trouve sa défunte mère, qui pointe son index vers le haut en guise de réponse. Montgomery remarque alors une trappe dans le plafond de l’église et se demande pourquoi le pasteur ne prend pas une échelle pour récupérer sa mère dans la toiture.
En 1887, à l’âge de treize ans, Montgomery écrit dans son journal qu’elle a « des rêves précoces de gloire future ». Elle soumet un poème pour publication, écrivant : « Je me voyais déjà la coqueluche de mes camarades de classe – une petite célébrité locale. » Lorsque celui-ci est refusé, elle écrit : « Des larmes de déceptions me venaient malgré moi tandis que, rampant, j’allais cacher mon pauvre manuscrit chiffonné dans les profondeurs de ma malle. » Plus tard, elle note : « Au fond de moi, derrière toute cette déception et ce rejet, je savais qu’un jour, j’y “arriverais”. »
Après avoir terminé sa scolarité à Cavendish, Montgomery passe un an (1890) à Prince Albert avec son père et sa belle-mère, Mary Ann McRae. Durant son séjour à Prince Albert, Montgomery publie son premier poème, « On Cape LeForce », dans le journal de Charlottetown, The Daily Patriot. Ce qui l’enthousiasme autant que de retourner en 1891 sur son Île-du-Prince-Édouard adorée. Avant son retour à Cavendish, Montgomery publie un article dans le même journal, relatant sa visite d’un camp d’Amérindiens dans les Grandes Plaines. Elle croise souvent des Pieds-Noirs et des Cris à Prince Albert, et écrit qu’elle a vu de nombreux Indiens des Prairies qui étaient bien plus beaux et séduisants que ceux qu’elle a pu voir auparavant dans les provinces maritimes.
Son retour à Cavendish est un grand soulagement pour elle. Elle était malheureuse à Prince Albert, car elle ne s’entendait pas avec sa belle-mère. D’après Lucy, le mariage de son père n’est pas un mariage heureux.
En 1893, elle suit des cours au Prince of Wales College, à Charlottetown, pour obtenir son diplôme d’enseignante. Montgomery adore l’Île-du-Prince-Édouard. Lors de ses balades solitaires dans la paisible campagne de l’île, elle commence à éprouver ce qu’elle appelle « des flashs » – des moments de tranquillité et de clarté durant lesquels elle ressent une extase émotionnelle et est inspirée par la conscience d’une puissance spirituelle supérieure qui habite la nature. Les comptes rendus qu’elle fait de ces « flashs » lui serviront plus tard de base pour les descriptions des moments de communion d’Anne Shirley avec la nature. En 1905, Montgomery écrit dans son journal que « parmi les banalités de la vie, je me sentais très proche d’un royaume de beauté idéale. Entre lui et moi ne se trouvait qu’un léger voile. Je ne pouvais jamais vraiment l’écarter, mais par moments le vent le soulevait et il me semblait voir un aperçu du royaume enchanté qui était au-delà – seulement un aperçu – mais ces aperçus ont toujours rendu la vie digne d’intérêt. » En tant que femme profondément spirituelle, Montgomery considère ces « flashs » comme les moments les plus émouvants, intenses et beaux de sa vie.
Elle valide son programme de deux années de cours à Charlottetown en un an seulement. Puis, en 1895 et 1896, elle étudie la littérature à l’université Dalhousie, à Halifax en Nouvelle-Écosse.

## Carrière littéraire, relations sentimentales et vie de famille

### Publications et prétendants
Lorsqu’elle ressort de l’université Dalhousie, Montgomery commence à travailler comme institutrice pour diverses écoles de l’Île-du-Prince-Édouard. Bien qu’elle n’aime pas enseigner, cela lui laisse le temps d’écrire. Elle se met à écrire des nouvelles en 1897, qui sont publiées dans des magazines et des journaux. Très prolifique, elle publie plus d’une centaine d’histoires entre 1897 et 1907.
Pendant ses années passées à étudier et enseigner, Montgomery a de nombreux prétendants. Cette jeune femme très en vue apprécie les « minces et beaux garçons » et s’attire l’attention de plusieurs jeunes hommes. En 1889, à quatorze ans, Montgomery avait entamé une relation avec un garçon de Cavendish nommé Nate Lockhart. Pour Montgomery, cette relation n’était rien de plus qu’une amitié comique et pleine d’esprit. Elle prit fin brusquement lorsque Montgomery refusa sa demande en mariage.
Le début des années 1890 est quant à lui marqué par les avances indésirables de John A. Mustard et Will Pritchard. Mustard, son professeur, devient rapidement son prétendant. Il tente de l’impressionner par ses connaissances religieuses. Ses sujets de conversation préférés sont ses considérations sur la prédestination et « d’autres points ennuyeux de théologie », qui n’ont que peu d’intérêt pour Montgomery. Au moment où les avances de Mustard se font plus pressantes, Montgomery se découvre un nouveau prétendant en la personne de Will Pritchard, le frère de son amie Laura Pritchard. Cette amitié est plus agréable mais, là encore, il a plus de sentiments pour Montgomery qu’elle n’en a pour lui. Quand Pritchard lui exprime son désir que leur amitié aille plus loin, Montgomery résiste. Elle refuse les demandes en mariage des deux hommes : le premier est trop étroit d’esprit, le second n’est qu’un bon copain. Elle met fin à cette amourette en repartant pour l’Île-du-Prince-Édouard. Toutefois, elle et Pritchard continuent de correspondre pendant plus de six ans, jusqu’à ce qu’il meure de la grippe en 1897.
En 1897, Montgomery reçoit une demande en mariage de la part d’Edwin Simpson, un étudiant de French River, près de Cavendish,. Montgomery écrit qu’elle n’a accepté sa demande que par désir « d’amour et de protection », et parce qu’elle avait le sentiment que ses perspectives en la matière étaient médiocres. Montgomery en vient à détester Simpson, qu’elle considère comme un homme d’un égocentrisme et d’une vanité insupportables, au point de lui donner la nausée en sa présence. Alors qu’elle enseigne à Lower Bedeque, elle a une brève aventure avec Herman Leard, un membre de la famille où elle est en pension. De tous les hommes qu’elle a aimés, c’est Leard qu’elle a aimé le plus. Elle écrit dans son journal :
« Herman a soudain baissé la tête et ses lèvres se sont posées sur mon visage. J’ignore ce qui s’est emparé de moi – j’étais comme sous l’emprise d’un pouvoir totalement hors de mon contrôle – j’ai tourné ma tête – nos lèvres se sont rencontrées dans un baiser passionné – un baiser de feu et de ravissement tel que je n’en avais jamais connu ou imaginé avant. Les baisers d’Ed me laissaient au mieux froide comme la glace – ceux d’Herman embrasaient chaque fibre de mon corps ».
Le 8 avril 1898, Montgomery écrit qu’il lui faut rester fidèle à Simpson et que « pour préserver mon amour propre je ne dois pas m’abaisser à quelque aventure que ce soit avec un autre homme ». Puis : « Si j’avais, ou plutôt si j’avais pu m’en tenir à cette résolution, je me serais épargnée d’innombrables souffrances. Car ce n’est que quelques jours plus tard que je me suis trouvée face à cette brûlante prise de conscience que j’aimais Herman Leard d’un amour sauvage, passionné, irraisonné, qui me dominait entièrement et me possédait comme une flamme – un amour que je ne pouvais ni réprimer ni contrôler – un amour dont l’intensité approche celle de la folie pure. La folie ! Oui ! »
Dans le Canada victorien, le sexe avant le mariage est une chose rare pour les femmes (alors qu’il est fréquent pour les hommes en quête de relations sexuelles de se rendre dans des bordels), et Montgomery a été élevée dans un foyer presbytérien strict où on lui a enseigné que ceux qui se rendent coupables du péché de « fornication » comptaient parmi les « damnés » qui brûlaient en enfer pour l’éternité – une leçon qu’elle a prise à cœur. En dépit de son éducation, Montgomery invite souvent Leard dans sa chambre quand tout le monde est sorti, et bien qu’elle refuse de faire l’amour avec lui car elle souhaite rester vierge pour son mariage, elle et Leard s’embrassent et s’engagent dans des « préliminaires ». Dans son journal, Montgomery fait référence à Leard comme à « un jeune animal très gentil et séduisant ! », mais un animal avec « des yeux bleus magnétiques », comme elle l’écrit dans une autre entrée de son journal.
Écoutant les objections de sa famille et de ses amis selon lesquels Leard n’est « pas assez bien » pour elle, Montgomery met un terme à leur relation. Il meurt peu après de la grippe. En 1898, après beaucoup de tristesse et de désillusions, Montgomery rompt ses fiançailles avec Simpson. Montgomery ne cherche plus l’amour romantique. Elle est bouleversée en apprenant la mort de Leard en juin 1899, et écrit dans son journal : « Il m’est plus facile de penser à lui comme mort, mien, entièrement mien dans la mort, comme il n’a jamais pu l’être dans la vie, mien car aucune autre femme n’a pu toucher son cœur ou embrasser ses lèvres ».
En 1898, Montgomery retourne vivre à Cavendish, chez sa grand-mère désormais veuve. Pendant neuf mois entre 1901 et 1902, elle travaille à Halifax en tant que correctrice remplaçante pour le Morning Chronicle et le Daily Echo. C’est durant cette période sur l’Île-du-Prince-Édouard qu’elle trouve l’inspiration pour écrire ses premiers livres. Elle reste s’occuper de sa grand-mère à Cavendish jusqu’à sa mort en mars 1911. À cette période, les revenus de Montgomery sont élevés grâce à ses publications. Même si elle apprécie ces revenus, elle a conscience que « le mariage est un choix nécessaire pour les femmes au Canada ».

### Mariage et famille
En 1908, Montgomery publie son premier livre, Anne... la maison aux pignons verts. Il rencontre un succès immédiat et lance la carrière de Montgomery, qui écrira et publiera des textes (dont de nombreuses suites à Anne) de façon continue jusqu’à la fin de sa vie. Anne... la maison aux pignons verts paraît en juin 1908, et en novembre 1909 le livre a déjà été réimprimé six fois. La presse canadienne insiste sur les racines prince-édouardiennes de Montgomery, une province dépeinte comme un endroit charmant du Canada où les gens ont conservé des valeurs surannées et où tout semble aller plus lentement. La presse américaine suggère au contraire que tout le Canada est lent et arriéré, et qu’un livre tel que Anne... la maison aux pignons verts ne pouvait voir le jour que dans un pays rustique comme le Canada, où les gens sont loin d’être aussi avancés qu’aux États-Unis. On trouve un exemple typique de cette couverture médiatique américaine de Montgomery dans un article paru dans un journal bostonien en 1911, qui relate :
« Récemment, une nouvelle étoile particulièrement brillante est apparue dans l’horizon littéraire en la personne d’une auteur précédemment inconnue d’histoires “à l’eau de rose”, Mademoiselle Lucy M. Montgomery, que les astronomes ont localisée sous les latitudes de l’Île-du-Prince-Édouard. Personne n’aurait imaginé que cette petite poussière si discrète et lointaine sur la carte du monde donnerait un jour naissance à une telle écrivaine dont les trois premiers livres devraient tous figurer dans la liste des “six romans les plus vendus”. Et pourtant, c’est sur cette petite île flegmatique qu’Anne... la maison aux pignons verts a vu le jour… Il s’agit du travail d’une jeune et modeste institutrice, qui a sans aucun doute été aussi surprise que ses voisins en découvrant que sa gentille petite histoire, relatant les joies et les chagrins infantiles d’une petite rouquine, faisait sensation auprès du public américain… Mademoiselle Montgomery, qui reste totalement inchangée par cette célébrité si inattendue, a fait son premier séjour à Boston l’hiver dernier où elle a été très largement adulée, sa personnalité avenante ayant fait une impression incontestablement favorable sur tous ceux qui l’ont rencontrée… Tout était très beau et nouveau, mais la jeune femme a confié à ses amis qu’elle serait plus qu’heureuse de retrouver sa petite vie tranquille à la campagne et que, dans la vie de tous les jours, elle préférerait cela plutôt qu’une résidence à Boston. L’une de ses expériences les plus délicieuses à Boston a été le déjeuner donné en son honneur par l’éditeur local qui publie ses livres, une idée aussi purement bostonienne que louable… La Grande-Bretagne peut bien s’enorgueillir d’avoir sa très chère île de Man comme autel littéraire, mais de ce côté de l’océan, nous avons notre Isle Saint-Jean, où durant les bons vieux jours d’été, comme Anne le découvre à son arrivée, l’air rafraîchi par le golfe est sucré du souffle des nombreux vergers de pommiers et les prairies s’évanouissent dans l’horizon romantique d’une brume nacrée de parme. »

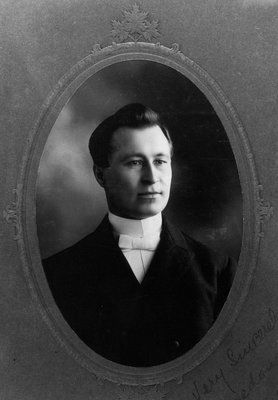
Ewan MacDonald, 1900.

Par contraste avec ce portait rêvé pour un éditeur, Montgomery écrit dans une lettre à un ami : « Si je suis dans la littérature, c’est pour gagner ma vie. » De plus, Faye Hammill, universitaire britannique, remarque que dans les romans Anne est décrite comme une fille assez grande, et que Montgomery avait trente-sept ans à l’époque et pouvait difficilement être dépeinte comme « une jeune institutrice ». Hammill note aussi que l’auteur de l’article choisit de représenter Montgomery comme une version idéalisée de la femme écrivain, très heureuse dans un environnement domestique/rural et qui n’apprécie pas la célébrité, laquelle à l’époque semblait contradictoire avec l’idée de féminité. En insistant sur la modestie de Montgomery et son désir de rester anonyme, l’auteur de l’article la décrit comme la femme écrivain idéale, qui souhaite préserver sa féminité en se gardant d’entamer une carrière professionnelle, ne considérant l’écriture que comme un travail à temps partiel au mieux. Dans le même temps, Hammill remarque que l’auteur désigne l’Île-du-Prince-Édouard de son nom français qui est alors désuet, afin d’ajouter à la dimension romantique de sa description d’une île de rêve, enveloppée de brume, où les vieilles coutumes restent « inchangées », tout comme Montgomery elle-même est qualifiée d’« inchangée ».
Peu après la mort de sa grand-mère en 1911, Montgomery épouse Ewen (épelé « Ewan » dans ses notes et ses lettres) MacDonald (1870-1943), un pasteur presbytérien, et ils déménagent en Ontario où MacDonald a accepté le poste de pasteur de l’église presbytérienne de Saint-Paul, à Leaskdale (l’actuel Uxbridge), également affiliée à la congrégation de Zephyr, située non loin. Montgomery écrit ses onze livres suivants dans le presbytère de Leaskdale où, se plaint-elle, il n’y a ni salle de bains ni toilettes. La bâtisse sera plus tard vendue par la congrégation et est désormais un musée consacré à Lucy Maud Montgomery.

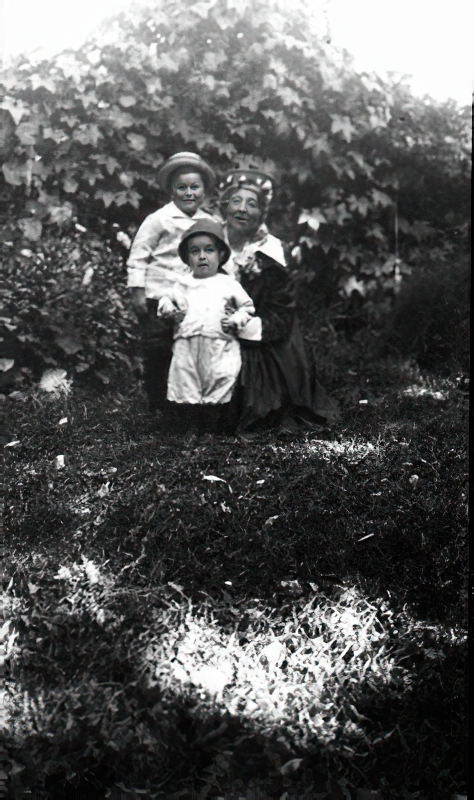
Lucy Maud Montgomery et ses deux fils.

Le révérend MacDonald n’est pas particulièrement intelligent et ne s’intéresse pas non plus à la littérature comme Montgomery. Celle-ci écrit dans son journal : « Je ne voudrais pas de lui comme amant, mais j’espère pouvoir trouver un ami en lui. » Après leur mariage, ils passent leur lune de miel en Angleterre et en Écosse ; cette dernière renferme un intérêt tout particulier pour Montgomery, l’Écosse étant son pays d’origine – une terre romantique de châteaux, de rudes montagnes, de vallées, de lacs et de cascades brillantes, où vivaient ses ancêtres. En revanche, les ancêtres du révérend MacDonald ayant débarqué au Canada après avoir été déporté durant l’évacuation des Hautes Terres, il n’a guère envie de visiter son pays d’origine, et se fait traîner par sa femme sur l’île de Skye, ancien foyer du clan MacDonald, où ses ancêtres régnaient autrefois comme seigneurs des îles. Les MacDonald étaient natifs des Highlands et parlaient le gaélique, tandis que les Montgomery et les Macneill venaient de la Basse-Écosse et parlaient anglais, ce qui peut expliquer la différence d’attitude des deux époux vis-à-vis de l’Écosse – Montgomery se montrant bien plus fière de son héritage écossais que son mari. De plus, Montgomery a lu les œuvres d’auteurs écossais tels que Robert Burns et Walter Scott, alors que son mari ne lit jamais de littérature, si bien qu’elle doit lui expliquer qui sont Burns et Scott. En Angleterre, Montgomery visite des lieux associés à ses écrivains préférés : le Lake Disctrict, rendu célèbre par William Wordsworth ; la maison de William Shakespeare à Stradford-upon-Avon ; et le presbytère de Haworth, dans les landes du Yorkshire, où les Brontë (Anne, Charlotte, Emily et Branwell) ont vécu.
Les MacDonald ont trois fils ; le deuxième est mort-né. Montgomery pense qu’il est de son devoir en tant que femme de faire fonctionner son mariage, même si, lors d’un voyage en Écosse, elle déclare à un journaliste en plaisantant : « Ces femmes que Dieu veut détruire, Il les marie à des pasteurs. » L’intensification du rythme d’écriture de Montgomery à Leaskdale s’explique par son besoin d’échapper aux souffrances de la vie réelle. En 1909-10, Montgomery puise dans son héritage canado-écossais et dans son adolescence pour écrire son roman (publié en 1911) The Story Girl. Montgomery a passé sa jeunesse dans une famille canado-écossaise où les légendes et mythes écossais lui étaient souvent racontés ; elle se sert donc de cette expérience pour créer le personnage de Sara Stanley, une conteuse talentueuse de quatorze ans, qui n’est autre qu’une version « idéalisée » d’elle-même dans son adolescence. Le personnage de Peter Craig dans The Story Girl ressemble beaucoup à Herman Leard, le grand amour de Montgomery, l’homme qu’elle aurait voulu épouser sans le pouvoir, au point que Peter a les mêmes cheveux blonds bouclés que Leard. De même que pour la relation de Montgomery avec Leard, les autres personnages du roman s’opposent à Craig, issu d’une classe populaire, car il n’est « pas assez bien » pour elle, mais contrairement à sa propre relation avec Leard, qui fut rompue parce que Leard n’était « pas assez bien », Felicity King choisit Peter Craig.

### Première Guerre mondiale
Pendant la Première Guerre mondiale, Montgomery, horrifiée par les comptes rendus du « Viol de la Belgique » en 1914, est une grande partisane de l’effort de guerre et voit cette dernière comme une croisade pour sauver la civilisation, écrivant régulièrement des articles pressant les hommes de s’enrôler dans le corps expéditionnaire canadien, et la population à l’arrière d’acheter des obligations de guerre. Le 12 septembre 1914, elle écrit dans son journal :
« Mais, oh, il y a eu tellement d’histoires effroyables dans les journaux récemment, à propos de petits enfants dont on coupe les mains en Belgique. Sont-elles vraies ? Ils ont commis de tels crimes et atrocités qu’elles sont sans doute trop vraies, mais j’espère de tout cœur que ces histoires de mutilation d’enfants sont fausses. Elles me déchirent l’âme. J’erre sans but, au supplice, en y pensant ; je pleure jusqu’à m’endormir en y pensant ; et je me réveille dans les ténèbres, grimaçant à la pensée de ces horreurs. Et si c’était Chester ! »
À Leaskdale, comme partout ailleurs au Canada, se tiennent des meetings de recrutement où les représentants du culte, comme le révérend MacDonald, parlent de l’empereur Guillaume II comme de l’incarnation du mal, décrivent le « Viol de la Belgique » dans ses moindres détails, et demandent aux jeunes hommes de s’enrôler afin de combattre pour le Canada, l’Empire britannique et la justice, dans ce qui à l’époque est décrit comme une croisade contre le mal. Dans un essai de 1915 lançant un appel aux volontaires, Montgomery écrit : « Je ne fais pas partie de ceux qui croient que cette guerre mettra un terme à toutes les guerres. La guerre est une chose horrible, mais il y a pire encore, de même qu’il y a des sorts pire que la mort. » Montgomery soutient qu’avant la guerre, le Canada est tombé dans l’athéisme, le matérialisme et la « déchéance morale », et que la guerre a apporté un regain bienvenu de christianisme, de patriotisme et de moralité chez les Canadiens, au moment où ils doivent faire face à la plus grande guerre jamais vue. Montgomery conclut son essai en affirmant que les femmes à l’arrière jouent un rôle essentiel dans l’effort de guerre, ce qui la conduit à plaider en faveur du droit de vote des femmes. Le 7 octobre 1915, Montgomery donne naissance à son troisième enfant et sombre dans la dépression en découvrant qu’elle ne peut pas lui donner le sein, et que son fils doit donc être nourri au lait de vache, ce qui comporte un risque sanitaire à cette époque où il n’est pas pasteurisé.
Montgomery s’identifie pleinement avec la cause alliée, au point d’écrire dans son journal, le 10 mars 1916 : « Tous mes malheurs semblaient prendre leur source à Verdun, où la neige n’était plus blanche. Jusque dans les tréfonds de mon âme, j’avais l’impression d’accueillir toute l’angoisse et l’épuisement de la France. » Dans le même journal, Montgomery relate une expérience étrange, « un grand calme parut descendre sur moi et m’envelopper. J’étais en paix. J’eus la soudaine conviction que Verdun ne craignait rien – que les Allemands ne franchiraient pas ce sinistre barrage d’une France désespérée. J’étais comme une femme d’où l’on extirpe un esprit maléfique ou – est-ce possible ? – comme une prêtresse des temps anciens, qui, depuis des abîmes de souffrance, entrevoit un étrange aperçu de l’avenir. » Montgomery fête chaque victoire alliée chez elle, hissant par exemple le drapeau russe après la prise en avril 1916 de Trébizonde, une cité forteresse ottomane réputée imprenable. Chaque défaite alliée la déprime. En apprenant la chute de Kut-el-Amara, elle écrit dans son journal, le 1er mai 1916 : « Kut-el-Amara a été forcée de se rendre finalement. Nous nous y attendions depuis un moment déjà, mais cela ne nous a pas empêchés de nous sentir triste. C’est un encouragement pour les Allemands et un coup porté au prestige britannique. Ce soir, je me sens trop déprimée pour faire quoi que ce soit. » À cette époque, Ewen refuse de prêcher sur la guerre, pour le plus grand écœurement de Montgomery. Elle écrit dans son journal : « Cela le préoccupe, et il n’arrive pas à faire son travail correctement. » Au fur et à mesure du conflit, le révérend MacDonald commence à douter que cette guerre soit juste, et en vient à se dire qu’il a gravement péché en encourageant de jeunes hommes à s’enrôler.
Montgomery, qui est une femme très pieuse, écrit dans son journal : « Je crois en un Dieu qui est bon, mais pas omnipotent. Je crois aussi au principe du Mal, qui égale le pouvoir de Dieu… aux ténèbres qui égalent Sa lumière. Je crois qu’une lutte incessante, éternelle, les oppose. » Dans une lettre, elle réprouve la déclaration de Guillaume II, selon laquelle Dieu serait du côté de l’Allemagne, et affirme que le pouvoir responsable de la mort du « petit Hugh » (son fils mort-né) est le même que celui à l’œuvre dans le « Viol de la Belgique », et pour cette raison elle est convaincue que les Alliés sont destinés à gagner la guerre. Depuis des années, Montgomery enseigne le catéchisme dans l’église de son mari, si bien que nombre des hommes d’Uxbridge qui sont blessés ou tués à la guerre comptent parmi ses anciens élèves, lui causant de profonds tourments. Entre 1915, où les troupes canadiennes combattent pour la première fois lors de la deuxième bataille d’Ypres, et la fin de la guerre en 1918, ce sont vingt-et-un hommes d’Uxbridge qui perdent la vie au front. Mary Henley Rubio, la biographe de Montgomery, observe : « De plus en plus, la guerre était tout ce qui occupait son esprit, et son seul sujet de conversation. Ses journaux montrent qu’elle était consumée par elle, tourmentée par elle, torturée par elle, obsédée par elle – et même accro à elle. » Montgomery se montre parfois agacée quand son mari ne rapporte pas le journal du magasin, car elle veut toujours tout savoir des nouvelles de la guerre.

### Batailles contre la dépression et la grippe espagnole
Montgomery traverse plusieurs périodes de dépression tandis qu’elle se débat avec ses devoirs de mère et de paroissienne, ainsi qu’avec les crises de mélancolie religieuse de son mari (liées à une dépression caractérisée) et la détérioration de sa santé : « Pour cette femme qui avait apporté tant de joie au monde, la vie était surtout triste. » En 1918, Montgomery survit de justesse à la grippe espagnole, qui tue entre 50 et 100 millions de personnes dans le monde entre 1918 et 1919, et reste clouée au lit pendant dix jours. À l’entrée du 1er décembre 1918, elle écrit dans son journal, au sujet d’un séjour à Toronto le mois précédent : « Toronto commençait à être prise de panique à propos de cette terrible épidémie de grippe espagnole. Les pharmacies étaient prises d’assaut par des gens affolés en quête de médicaments et autres remèdes. » Dans son journal, elle parle également de sa propre expérience de la maladie : « Je suis restée au lit pendant dix jours. Jamais je ne m’étais sentie si malade et faible de ma vie », après quoi elle exprime sa gratitude envers Dieu et ses amis pour l’avoir aidée à survivre à cette épreuve. Sa meilleure amie, Frederica Campbell MacFarlane, a moins de chance et meurt de la grippe espagnole le 20 janvier 1919. Montgomery est bouleversée par l’indifférence que lui a témoignée son mari alors qu’elle succombait presque à la maladie, et commence sérieusement à envisager le divorce (une chose très difficile à obtenir au Canada avant 1967 ; entre 1873 et 1901, seuls 263 divorces ont été prononcés pour une population de six millions d’habitants). Pour finir, elle décide qu’il est de son devoir en tant que chrétienne de faire fonctionner son mariage.
Après la Première Guerre mondiale, un personnage récurrent apparaît dans le journal de Montgomery, qui continuera de l’obséder jusqu’à la fin de sa vie : « Le joueur de cornemuse », qui au départ apparaît comme un musicien héroïque venu des Highlands en Écosse, qui mène bravement les hommes au combat tout en jouant des airs traditionnels avec sa cornemuse, mais qui s’avère en fait être une sorte de joueur de flûte de Hamelin, un filou qui arrache les enfants à leurs parents pour toujours. La figure du joueur de cornemuse reflète la désillusion de Montgomery vis-à-vis de la Première Guerre mondiale et sa culpabilité pour avoir si ardemment défendu la guerre. Pour inciter les gens à s’enrôler, un joueur de cornemuse avait joué dans le centre de Leaskdale chaque jour pendant les quatre ans qu’avait durés la guerre, interprétant des chansons guerrières des Highlands ; c’est lui qui inspire ce personnage récurrent à Montgomery. Le joueur de cornemuse apparaît pour la première fois dans l’un des romans d’Anne, La Vallée Arc-en-ciel (1919), où il inspire les hommes d’Avonlea par son courage. Dans Rilla d’Ingleside (1921), le joueur de cornemuse revient comme un personnage plus sinistre, qui convainc Walter, le fils d’Anne, à s’enrôler dans le corps expéditionnaire canadien, en revêtant cette fois l’apparence et la personnalité du joueur de flûte de Hamelin.
Dans le même temps, le révérend Ewen MacDonald, bon calviniste qui croit à la prédestinée, se convainc qu’il ne fait pas partie des « Élus » choisis par Dieu pour aller au paradis, ce qui lui provoque des épisodes dépressifs durant lesquels il fixe le vide des heures durant. Le révérend répète souvent à sa femme qu’il aurait aimé qu’elle et ses enfants ne soient jamais nés, car eux non plus ne faisaient pas partie des « Élus » et qu’ils iraient tous en enfer à leur mort, car il les croyait tous prédestinés à faire partie des « damnés ». MacDonald refuse d’aider à élever ses enfants ou de participer aux tâches domestiques, et il est enclin à la conduite dangereuse, comme s’il essayait délibérément de se faire tuer dans un accident de voiture, ce qui est peut-être le cas. Montgomery elle-même est poussée vers la dépression par l’attitude de son mari, et écrit souvent qu’elle aurait voulu épouser quelqu’un d’autre. Elle note dans son journal qu’elle ne supporte pas de regarder le visage de son mari quand il revêt « cette expression horrible et idiote » en fixant le vide pendant des heures avec des yeux hagards.
En février 1920, Montgomery raconte dans son journal qu’elle reçoit :
« Une lettre d’une pauvre petite chose de New York, âgée de dix ans, qui m’implore de lui envoyer ma photo car elle reste éveillée la nuit, en se demandant à quoi je ressemble. Eh bien, si elle voyait une photo de moi dans ma vieille robe, en train de me débattre avec les meubles ce matin et de « maudire » les cendres et le mâchefer, elle en mourrait sûrement de désillusion. Mais je vais lui envoyer un tirage de ma dernière photo sur laquelle je suis assise à mon bureau, transportée par l’inspiration – apparemment –, mon crayon à la main, avec une robe de soie et de dentelle, et les cheveux de même – amen. Une femme tout à fait présentable, sans rapport aucun avec la Cendrillon couverte de poussière et de cendre qui nettoyait la chaufferie ce matin. »
Durant la majeure partie de sa vie, écrire est son seul réconfort. En 1920, Montgomery note dans son journal une citation de La Nuit africaine, d’Olive Schreiner, une romancière sud-africaine, qui définit différents types d’amour, dont « un amour sans sagesse, doux comme la vie, amer comme la mort, qui ne dure qu’une heure », à la suite de quoi Montgomery réagit : « Mais cela vaut la peine d’avoir vécu une vie entière pendant cette heure. » Elle conclut :
« Mon amour pour Herman Leard, bien qu’excessivement incomplet, est… un souvenir que je n’échangerais pour rien au monde à part la vie de mes enfants et le retour de Frede [Frederica Campbell MacFarlane, sa meilleure amie]. »
Montgomery pense que ses épisodes dépressifs et ses migraines sont les manifestations du refoulement de ses passions amoureuses et du fantôme de Leard qui la hante.

### Litiges éditoriaux et film
À partir de 1917, Montgomery est prise dans cinq coûteux et pesants procès l’opposant à Louis Coues Page (en), le propriétaire de la maison d’édition L.C. Page & Company, qui se poursuivent jusqu’à ce qu’elle obtienne gain de cause en 1928. Page a la réputation méritée d’être l’une des figures les plus tyranniques de l’édition américaine, une brute irascible qui exploite ses auteurs avec des contrats abusifs et qui adore humilier ses subalternes en public – dont son petit frère George, un homme plus modéré. Montgomery ne touche que 7 cents par dollar que rapporte chacun de ses livres de la série Anne, au lieu des 19 cents par dollar auxquels elle a droit, ce qui la conduit à changer d’éditeur en 1917, lorsqu’elle découvre que Page l’escroque. Quand Montgomery quitte L.C. Page & Company, Page exige qu’elle lui cède les droits américains d’Anne dans sa maison de rêve, et, devant son refus, il décide de suspendre ses droits d’auteurs pour tous les romans précédents de la série Anne. Bien qu’il ne possède pas les droits américains d’Anne dans sa maison de rêve, il les vend à Grosset & Dunlap, une maison d’édition bien peu recommandable, afin d’accentuer la pression sur Montgomery et qu’elle finisse par lui céder. Au lieu de ça, Montgomery décide de poursuivre Grosset & Dunlap. Page comptait sur le fait d’être millionnaire, contrairement à Montgomery, se disant que la perspective de dépenser des milliers de dollars en frais de justice la ferait renoncer. À sa grande surprise, Montgomery persiste. Elle engage un avocat de Boston et poursuit Page devant le tribunal d’équité du Massachusetts pour avoir illégalement suspendu les droits d’auteur qui lui sont dus et avoir vendu les droits américains d’Anne dans sa maison de rêve, alors qu’il ne les possédait pas.
En 1920, la maison où Montgomery a grandi à Cavendish est démolie par son oncle, qui se plaignait du grand nombre de touristes s’introduisant sur la propriété pour voir la maison qui avait inspiré celle où Anne grandit dans les livres. Montgomery tenait énormément à cette maison, et la nouvelle de sa destruction lui cause de grandes souffrances. Entre mai et juin 1920, Montgomery reste à Boston pour se rendre au procès l’opposant à Page, qui la nargue en lui disant que les romans d’Anne se vendent toujours très bien et lui rapportent des millions.
En 1920, Montgomery est outrée par l’adaptation cinématographique d’Anne... la maison aux pignons verts (sortie en 1919, qui transforme Anne en Américaine. Elle écrit dans son journal :
« C’était un joli petit film avec de belles images, mais si je n’avais pas su à l’avance que c’était tiré de mon livre, je ne l’aurais jamais deviné. Les paysages et les personnages étaient de Nouvelle-Angleterre, certainement pas de l’Île-du-Prince-Édouard… Il y avait une mouffette et un drapeau américain – du jamais vu sur l’Île-du-Prince-Édouard. J’aurais pu hurler de rage en voyant ce dernier. Du yankeeisme si grossier et éhonté ! »
Après avoir assisté à la première du film à Los Angeles, un journaliste américain parle d’Anne... la maison aux pignons verts comme ayant été écrit par un certain « Monsieur Montgomery », dont il ne mentionne le nom qu’aux deux tiers de l’article, se focalisant sur l’actrice principale du film, Mary Miles Minter, qu’il présente comme la parfaite incarnation d’Anne. Pour sa part, Montgomery est en total désaccord avec l’interprétation de Minter, et écrit qu’elle incarne « une héroïne doucereuse qui n’a rien à voir avec ma délicate Anne » se plaignant notamment d’une scène où Anne se sert d’un fusil pour menacer des gens, écrivant que son Anne à elle ne ferait jamais une chose pareille. Montgomery n’a son mot à dire ni dans l’adaptation de 1919 d’Anne... la maison aux pignons verts ni dans celle de 1934, car l’éditeur L.C. Page en a acquis les droits cinématographiques en 1908, et dès lors, tous les droits d’auteurs versés par Hollywood pour les deux versions d’Anne... la maison aux pignons verts lui reviennent à lui et non à Montgomery. Cette dernière arrête d’écrire sur Anne vers 1920, notant dans son journal qu’elle s’est lassée du personnage. En février 1921, elle estime à 100 000 dollars ce que lui ont rapporté les ventes de ses livres sur Anne depuis le début, mais remarque dans son journal : « Dommage que cela ne puisse acheter le bonheur. » Elle préfère se mettre à imaginer des livres sur d’autres jeunes filles, sentant que sa force réside dans le fait d’écrire à propos de personnages qui sont soit très jeunes soit très vieux. Montgomery écrit notamment les séries de romans « Emily » et « Pat », qui même s’ils rencontrent un certain succès, n’obtiennent pas la même reconnaissance auprès du public que les romans d’Anne. Elle écrit également plusieurs livres indépendants, qui se vendent aussi plutôt bien en général, sinon autant que les « Anne ».
Le 20 août 1921, Montgomery commence à écrire ce qui deviendra le roman Émilie de la Nouvelle Lune, concrétisant son projet de remplacer Anne par Émilie comme personnage principal d’une nouvelle série de romans. Le personnage d’Émilie est en partie autobiographique, comme en témoigne le rêve d’Émilie de devenir écrivain quand elle sera grande. Contrairement à Anne, qui n’a pas d’objectif clair quant à son avenir d’adulte, Émilie Starr sait qu’elle veut devenir auteur, une caractéristique qu’elle partage avec Montgomery. Mais ce qu’Émilie, Anne et Montgomery ont toutes en commun, ce sont « les flashs » – le pouvoir mystique que Montgomery décrit, dans Émilie de la Nouvelle Lune, comme « le merveilleux moment où l’âme semble se départir de ses liens de chair pour bondir vers les étoiles », lui permettant de voir la beauté transcendantale qui se cache « derrière le voile ».
En 1925, un tribunal du Massachusetts tranche en faveur de Montgomery dans sa bataille juridique avec son éditeur, Louis Coues Page. Le juge déclare que Page l’a systématiquement spoliée d’une partie des profits de la série de romans Anne, et ce depuis 1908. Page cherche toutes les excuses possibles pour ne pas payer ce qu’il doit à Montgomery, et, après la mort de son frère d’une crise cardiaque en 1927, il accuse Montgomery d’en être responsable pour l’avoir attaqué en justice afin d’obtenir les droits d’auteur qu’elle aurait dû toucher. En réalité, Louis Page n’était pas proche de George, qui venait de quitter L.C. Page & Company pour s’éloigner de son frère, arrogant et acerbe, avant de mourir d’une crise cardiaque à l’âge de 52 ans. En octobre 1928, Montgomery finit par gagner, mais Page, mauvais perdant jusqu’au bout, continue d’affirmer en public que Montgomery a causé la mort de son frère, raison pour laquelle, selon lui, il ne devrait pas avoir à lui payer quoi que ce soit. Page, qui était notoirement une brute, mène une campagne de harcèlement envers Montgomery, lui envoyant des télégrammes dans lesquels il l’accuse d’avoir tué son frère et causé la dépression nerveuse de sa veuve par sa victoire au tribunal, et lui demande si elle est contente de ce qu’elle a fait. Le comportement de Page nuit sérieusement à ses affaires, car aucun auteur ne veut travailler avec un éditeur qui s’est montré aussi bien malhonnête que revanchard, et, passées les années 1920, sa maison d’édition doit majoritairement compter sur des rééditions de vieux livres plutôt que sur de nouveaux projets, car les auteurs ont décidé d’aller voir ailleurs. Le 7 novembre 1928, Montgomery reçoit un chèque des 15 000 dollars que, selon la justice, Page lui devait.
En matière de ventes, aussi bien de son vivant que depuis, Montgomery est l’auteur canadienne qui a connu le plus de succès de tous les temps, mais comme ses livres sont souvent perçus comme des livres pour enfants ou pour femmes, elle est souvent ignorée par les critiques, qui ne la voient que comme une romancière pour écolières, et pas comme un auteur sérieux. En 1924, le magazine Maple Leaf demande à ses lecteurs de nommer les 14 plus grandes personnalités canadiennes de l’époque, et tous les gagnants sont des hommes. Montgomery ne figure que dans la liste des nommés, où elle apparaît à la 16e place. Cependant, Montgomery figure sur la liste des 12 plus grandes Canadiennes de l’époque. Hammill soutient que Montgomery parvenait à gérer sa célébrité, mais que l’obsession des médias à la montrer comme une vision idéalisée de la romancière, de même que le désir de Montgomery de cacher sa vie de famille malheureuse avec son mari, explique qu'Anne, sa création, dont la « vie » est plus « connue » et à qui il est plus facile de s’identifier, l’a éclipsée aussi bien de son vivant qu’après sa mort.

### Dernières années
En 1925, Ewen MacDonald se brouille avec ses ouailles lorsqu’il s’oppose à ce que son église rejoigne l’Église unie du Canada et se retrouve impliqué dans un accident où il manque d’écraser un pasteur méthodiste qui prêche en faveur de l’union. S’il n’avait pas été pasteur, on l’aurait sans doute poursuivi pour tentative de meurtre. En tant que femme de pasteur, Montgomery est un membre important de la communauté de Leaskdale et une personne très appréciée qui organise des événements communautaires. Rubio écrit que les gens de Leaskdale « aimaient » le révérend MacDonald, mais qu’ils « adoraient » Montgomery. Dans le même temps, Montgomery se plaint dans son journal de « l’attitude médiévale » de son mari quand il s’agit des femmes et de lui-même : « Une femme est une chose qui intellectuellement n’a aucune importance – le jouet et la servante de l’homme – et ne peut faire quoi que ce soit qui mérite qu’on lui rende vraiment hommage. »
En 1926, la famille déménage pour la communauté presbytérienne de Norval (dans l’actuelle Halton Hills, en Ontario) où l’on peut aujourd’hui voir le jardin commémoratif dédié à Lucy Maud Montgomery depuis l’autoroute 7. En 1934, extrêmement déprimé, le mari de Montgomery décide de se faire interner dans le sanatorium de Guelph. Peu après la sortie de MacDonald, un pharmacien donne à Montgomery une « pilule bleue » censée traiter la dépression de son mari, mais qui a été accidentellement été en contact avec de l’insecticide (une erreur du pharmacien) et manque de le tuer. Après cet incident, MacDonald devient particulièrement paranoïaque, accusant Montgomery d’avoir voulu l’empoisonner et la battant dans ses périodes de lucidité mentale. À cette époque, MacDonald alterne les moments de grande passivité, où il est catatonique, fixant les murs pendant des heures avec de grands yeux vides, et les moments où il montre plus de cohérence, déclarant qu’il déteste Dieu pour avoir fait de lui un des « damnés », qu’il ne prêchera plus jamais, et frappant sa femme pour avoir prétendument essayé de le tuer.
En 1933, Montgomery publie Pat de Silver Bush, qui dénote un glissement vers des histoires plus « adultes » pour les jeunes gens. Contrairement à Anne et son dynamisme, sa vitalité, Pat est une « étrange » jeune fille maussade, décrite comme une « solitaire ». la meilleure amie de Pat, Elizabeth « Bets » Wilcox, meurt de la grippe espagnole, donnant un ton plus sombre à ce roman qu’à tous ses livres précédents. En 1934, dans sa réponse à une lettre de fan se plaignant de l’atmosphère morose de Pat de Silver Bush, Montgomery écrit : « À Anne, j’ai donné mon imagination et à Émilie Starr, mon don pour le scribouillage ; mais la fille qui me ressemble le plus n’est autre que Pat de Silver Bush. Elle est moi, peut-être pas physiquement, mais spirituellement. » L’attachement profond de Pat pour la campagne de l’Île-du-Prince-Édouard, et particulièrement pour sa ferme familiale, Silver Bush, reflète l’attachement de Montgomery pour la campagne de sa province natale et pour la ferme où elle a grandi.
En 1935, après que son mari prend sa retraite, Montgomery déménage à Swansea, une banlieue de Toronto, en Ontario, où elle achète une maison qu’elle baptise Journey’s End (La Fin du Voyage), située sur Riverside Drive, le long de la rive est du Humber. Là, elle continue d’écrire et (en plus d’autres livres), après une pause de 15 ans, se remet à imaginer des histoires à propos d’Anne, s’attelant à compléter les trous dans la chronologie qu’elle a développée jusqu’à présent pour ce personnage. En 1936 paraît Anne au Domaine des Peupliers, puis, en 1939, Anne d’Ingleside. À la même époque, elle écrit Les Vacances de Jane, un roman sans Anne, qui paraît en 1937. Le 3 juin 1935, le roi George V nomme Montgomery membre de l’Ordre de l’Empire britannique, et la cérémonie d’investiture a lieu le 8 septembre 1935 à Rideau Hall, à Ottawa, présidée par le gouverneur général du Canada, Lord Bessborough. En tant que membre de l’Ordre de l’Empire britannique, Montgomery reçoit une médaille qui ne peut être portée en public qu’en présence du roi ou d’un de ses représentants comme le gouverneur général. Son mari n’assiste pas à la cérémonie, mais de toute évidence, Montgomery est très honorée par cette nomination.
L’écriture aide Montgomery a garder le moral tandis qu’elle lutte contre la dépression et prend différents médicaments pour améliorer son humeur, mais en public elle affiche toujours un visage souriant, heureux, et donne des discours à divers groupes de professionnels du livre à travers le Canada. Au salon du livre de Toronto, qui se tient le 9 novembre 1936 pour promouvoir la littérature canadienne, Montgomery rencontre Grey Owl, l’écologiste et auteur pseudo-ojibwé. Pendant son discours devant les auteurs rassemblés là, Montgomery raconte qu’elle a entendu « le rire d’une chouette » à Leaskdale ; Grey Owl se lève d’un bond et l’interrompt, déclarant : « Vous êtes la première Blanche que je rencontre qui ait entendu le rire de la chouette. Je croyais que seuls les Indiens l’entendaient. Nous l’entendons beaucoup car nous sommes un peuple silencieux. Mon nom complet est Laughing Grey Owl (Chouette grise qui rit). » La remarque de Grey Owl fait la une du Toronto Mail and Empire le lendemain. Dans son journal, Montgomery décrit celui-ci : « Grey Owl ressemblait beaucoup à un Indien de roman, avec ses longues tresses de cheveux noirs, sa coiffe de plumes et son authentique couteau à scalper – du moins nous a-t-il dit qu’il était authentique. » Montgomery apprécie le discours donné par Grey Owl ce soir-là, affirmant que « les plus grands atouts du Canada sont ses terres forestières » et que les Canadiens ont tort d’être plus fiers « des gratte-ciel de Longe Street » que des « ressources naturelles que nous détruisons aussi vite que nous le pouvons ». Après la mort de Grey Owl en 1938 et la révélation que le soi-disant Ojibwé était en réalité l’Anglais Archie Belaney, Montgomery déclare que, bien que Belaney ait menti sur le fait d’être un Ojibwé, son intérêt pour l’environnement, la nature et les animaux était bien réel, et que pour cette raison son message mérite d’être entretenu.
Le 10 novembre 1937, Montgomery donne un autre discours au salon du livre de Toronto, dans lequel elle enjoint les auteurs canadiens d’écrire davantage à propos du Canada, plaidant que les Canadiens ont de grandes histoires qui méritent d’être écrites. Malgré les efforts de Montgomery pour faire mieux connaître la littérature canadienne à travers l’Association des Auteurs canadiens (CAA), l’avant-garde masculine de la littérature canadienne, menée par Frederick Philip Grove, F. R. Scott, Morley Callaghan et Raymond Knister, se plaint de la trop grande majorité de femmes dans la CAA, qui ont porté aux nues quelqu’un comme Montgomery qui n’est pas un auteur « sérieux ». Au fil des années, Montgomery devient accro aux barbituriques et aux bromures que les docteurs lui prescrivent pour traiter sa dépression.
Montgomery est grandement bouleversée par la Seconde Guerre mondiale, à laquelle elle fait référence dans une lettre de 1940 comme à « ce cauchemar qui a été lâché sur le monde… quelle injustice que nous devions endurer cela à nouveau. » Dans la seule entrée de son journal pour l’année 1941, le 8 juillet, Montgomery écrit : « Mon Dieu, quelle fin de vie. Tant de souffrances et de misère. » Le 28 décembre 1941, elle écrit à un ami :
« Cette dernière année n’a été qu’une suite de coups durs pour moi. Mon fils aîné a gâché sa vie et sa femme l’a quitté. L’état mental de mon mari s’est encore plus dégradé que le mien. Je t’ai caché la nature de ses crises pendant plus de vingt ans, mais elles ont fini par me briser… Je n’ai pas pu sortir pour te choisir un livre cette année. Pardonne-moi. Je ne pourrais même pas t’écrire ces lignes si je n’avais pas eu ma piqûre. Ce contexte de guerre me tue, ça et un tas d’autres choses. J’imagine que le service militaire va entrer en vigueur et qu’ils vont me prendre mon deuxième fils, et qu’ensuite j’abandonnerai tout effort d’aller mieux un jour car je n’aurai plus de raison de vivre. »
En 1940, le Premier ministre canadien William Lyon Mackenzie King adopte la mise en place du service militaire avec le National Resources Mobilization Act, tout en garantissant que les conscrits ne seraient mobilisés que pour la défense de l’Amérique du Nord et que seuls les volontaires seraient envoyés au front. En 1942, Mackenzie King organise un référendum, demandant aux votants de le libérer de sa promesse de n’envoyer que des volontaires au front ; c’est ce à quoi Montgomery fait référence dans sa lettre en écrivant que « le service militaire va entrer en vigueur ». Dans la dernière entrée de son journal, le 23 mars 1942, Montgomery écrit : « Depuis, ma vie est un enfer, un enfer, et rien qu’un enfer. Mon esprit n’est plus – tout ce pour quoi je vivais n’est plus –, le monde est devenu fou. Si ça continue, je vais mettre fin à mes jours. Mon Dieu, Pardonnez-moi. Personne ne peut même imaginer dans quelle horrible situation je suis. »
Durant la dernière année de sa vie, Montgomery termine ce qu’elle conçoit comme le neuvième livre mettant en scène Anne, intitulé The Blythes Are Quoted. Il regroupe quinze nouvelles (dont la plupart sont déjà parues) que Montgomery a retravaillées afin d’y inclure Anne et sa famille en tant que personnages secondaires ; quarante-et-un poèmes (dont la plupart ont également été déjà publiés) qu’elle attribue à Anne et à son fils, Walter, tué au combat pendant la Grande Guerre ; ainsi que des vignettes mettant en scène la famille Blythe en train de parler de ces poèmes. L’éditeur de Montgomery reçoit le texte le jour même de la mort de la romancière, mais pour des raisons inconnues, il refuse de le publier à l’époque. Benjamin Lefebvre, universitaire spécialiste de Montgomery, suggère que le ton assez noir du livre et son message anti-guerre (Anne parle de la Première Guerre mondiale avec beaucoup d’amertume à un moment) a pu rendre le livre inapproprié et impropre à la publication dans le contexte de la Seconde Guerre mondiale.
Une version abrégée de ce livre, avec des histoires raccourcies et réorganisées, dépourvue de vignettes et avec un seul et unique poème, paraît comme un recueil de nouvelles sous le titre The Road to Yesterday en 1974, plus de trente ans plus tard. Une version complète de The Blythe Are Quoted, éditée par Benjamin Lefebvre, finit par voir le jour aux éditions Viking Canada en 2009, plus de 67 ans après avoir été écrite.

## Mort
Le 24 avril 1942, Montgomery est retrouvée morte dans son lit, dans sa maison de Toronto. La cause de la mort indiquée sur le certificat de décès est une thrombose coronaire,. Toutefois, en septembre 2008, la petite-fille de Montgomery, Kate MacDonald Butler, révèle que sa grand-mère souffrait de dépression – peut-être en conséquence des décennies passées à prendre soin de son mari atteint de troubles mentaux – et aurait pu mettre fin à ses jours par overdose médicamenteuse.
Dans une note retrouvée sur la table de chevet de Montgomery, on peut lire entre autres : «… j’ai perdu l’esprit par épisodes et je n’ose pas penser à ce que je pourrais faire dans ces moments-là. Que Dieu me pardonne, et j’espère que tout le monde me pardonnera, à défaut de me comprendre. Ma situation est trop horrible à supporter, et personne ne s’en rend compte. Quelle fin pour cette vie où j’ai toujours essayé de faire de mon mieux. » Dans la biographie de 2008, intitulée Lucy Maud Montgomery: The Gift of Wings, Mary Henley Rubio propose une autre explication à ce document en suggérant que Montgomery envisageait peut-être cette note comme une entrée dans un journal aujourd’hui perdu, plutôt que comme une lettre de suicide,.
Après sa veillée dans la ferme de Green Gables et ses funérailles à l’église unie de Cavendish (ancienne église presbytérienne de Cavendish), Montgomery est enterrée dans le cimetière de Cavendish.
De son vivant, Montgomery a publié 20 romans, plus de 500 nouvelles, une autobiographie et un recueil de poèmes. Consciente de sa notoriété, elle avait commencé en 1920 à retravailler et recopier ses journaux, présentant sa vie de la manière dont elle voulait qu’on s’en souvienne. En procédant ainsi, certains épisodes ont été modifiés ou omis.

## Héritage

### Collections
L’institut L. M. Montgomery, créé en 1993 à l’université de l’Île-du-Prince-Édouard, met en avant les travaux universitaires sur la vie, l’œuvre, la culture et l’influence de Lucy Maud Montgomery, tout en coordonnant la recherche et les conférences qui l’entourent. La collection de l’institut regroupe des romans, des manuscrits, des textes, des lettres, des photographies, des enregistrements, des objets et autres vestiges de Montgomery.
La plus grande collection liée à l’auteur (dont ses journaux, des photographies, ses broderies, deux manuscrits et sa bibliothèque personnelle) est stockée dans les Archives et collections spéciales de la bibliothèque McLaughlin, à l’université de Guelph.
La première biographie de Montgomery, The Wheel of Things: A Biography of L. M. Montgomery, écrite par Mollie Gillen, paraît en 1975. Le docteur Gillen découvre notamment plus de 40 lettres de Montgomery, adressées à son correspondant George Boyd MacMillan, en Écosse, et s’appuie dessus dans son livre. À partir des années 1980, ses journaux complets, édités par Mary Rubio et Elizabeth Waterston, sont publiés par les presses universitaires d’Oxford. De 1988 à 1995, l’éditrice Rea Wilmshurst rassemble et publie en recueils de nombreuses nouvelles de Montgomery. La plupart de ses essais, de même que ses interviews, les critiques sur son œuvre et les articles parus à sa mort, figurent dans le livre de Benjamin Lefebvre, The L. M. Montgomery Reader, Volume 1: A Life in Print (2013).
Bien que Montgomery ait publié plus de 20 livres, « elle n’a jamais eu le sentiment d’avoir écrit son “chef-d’œuvre” ». Ses lecteurs, en revanche, ont toujours considéré que ses personnages et ses histoires comptaient parmi les meilleurs jamais imaginés. Mark Twain dit notamment d’Anne qu’elle est « l’enfant le plus adorable, émouvant et charmant depuis l’inoubliable Alice. » Montgomery a aussi eu l’honneur de devenir la première femme membre de la Royal Society of Arts et d’être nommée officier de l’Ordre de l’Empire britannique en 1935.
Toutefois, sa notoriété ne se borne pas au Canada. Anne... la maison aux pignons verts est un succès international. Par exemple, chaque année, des milliers de touristes japonais « font un pèlerinage vers une ferme victorienne aux pignons verts, dans la ville de Cavendish, sur l’Île-du-Prince-Édouard ». En 2012, le roman original Anne... la maison aux pignons verts est classé neuvième dans la liste des meilleurs livres pour enfants de tous les temps, d’après un sondage publié dans le mensuel School Library Journal, une publication au lectorat essentiellement américain. Les Britanniques le classent quant à eux à la 41e place des meilleurs romans jamais écrits lors du sondage de 2003, The Big Read, organisé par la BBC pour connaître « le roman préféré de la nation ». L’universitaire Faye Hammill observe que Montgomery a été éclipsée par sa propre création, notant que les plaques d’immatriculation de la province portent le slogan « P. E. I. (abréviation d’Île-du-Prince-Édouard en anglais), patrie d’Anne... la maison aux pignons verts » au lieu de « P. E. I., patrie de Lucy Maud Montgomery ». Pour le plus grand agacement de l’auteur, les médias aussi bien américains que canadiens tentaient de projeter la personnalité d’Anne Shirley sur elle.

### Adaptations
L'œuvre principale de Lucy Maud Montgomery,  Anne... la maison aux pignons verts, fait l'objet de diverses adaptations théâtrales, musicales et télévisées,. Parmi celles-ci, on peut compter la série animée nipponne de 1979, réalisée par Isao Takahata, ou encore  Le Bonheur au bout du chemin  (1985), une série de trois téléfilms réalisés par Kevin Sullivan, réalisateur canadien. Plus récemment, la série Anne with an E créée par l'actrice, productrice et écrivaine Moira Walley-Beckett et co-produite par Netflix et CBC voit le jour en 2017.

### Lieux emblématiques
Le presbytère de Leaskdale où Montgomery a vécu en Ontario, de même que les environs de Green Gables et de sa maison de Cavendish sur l’Île-du-Prince-Édouard, ont été désignés comme lieux historiques nationaux du Canada,. Et Montgomery est elle-même désignée comme personne d’importance historique nationale par le gouvernement canadien en 1943.
Le musée de Bala, en Ontario, est une maison-musée qui a ouvert ses portes en 1992. Officiellement, il s’agit du « Musée de Bala avec des souvenirs de Lucy Maud Montgomery » car elle et sa famille sont restés en pension dans cette maison pendant des vacances, en juillet 1922, qui lui ont inspirée Le Château de mes rêves (1926). Le musée organise des événements relatifs à Montgomery et son œuvre, dont des reconstitutions de ses vacances ici.

### Hommages et récompenses
Montgomery est nommée officier de l’Ordre de l’Empire britannique par le roi George V en 1935 ; il n’existait pas de, médailles, décorations ou ordres canadiens destinés aux civils avant les années 1970.
En 1943, Montgomery est désignée comme personne d’importance historique nationale par le gouvernement fédéral canadien. Sa résidence en Ontario devient un lieu historique national en 1997 (le presbytère de Leaskdale), tandis que l’endroit qui a inspiré ses célèbres romans, Green Gables, devient officiellement le « L. M. Montgomery’s Cavendish National Historic Site » en 2004.
Le 15 mai 1975, le ministère des Postes du Canada fait imprimer un timbre « Lucy Maud Montgomery, Anne... la maison aux pignons verts » conçu par Peter Swan, avec une typographie de Bernard N. J. Reilander. Les timbres de 8 cents sont perforés et imprimés par Ashton-Potter Limited.
Deux timbres sont imprimés en 2008 par la poste canadienne pour le centenaire de la parution du premier roman de Montgomery.
La ville de Toronto donne son nom à un parc (le parc Lucy Maud Montgomery) et, en 1983, fait poser une plaque près de la maison où Montgomery a vécu de 1935 jusqu’à sa mort en 1942.
Le 30 novembre 2015 (141e anniversaire de l’auteur), Google rend hommage à Montgomery avec un Doodle publié dans douze pays.

### Conflits autour des adaptations et des droits d'auteurs
Il existe de nombreuses adaptations des œuvres de Montgomery. Avant de produire la mini-série Le Bonheur au bout du chemin (adaptée de Anne... la maison aux pignons verts) en 1985, puis ses différentes suites, le producteur de télévision Kevin Sullivan négocie les droits d’adaptation avec les héritiers de Montgomery, mais sera vite opposé à eux dans des déboires juridiques. En 1999, Sullivan et ses partenaires annoncent leur intention de faire inscrire en bourse Sullivan Entertainment. Dans leur prospectus, ils décrivent les œuvres adaptées des romans de Montgomery comme rentables. Les héritiers de Montgomery l’attaquent alors en justice, affirmant que Sullivan ne leur a pas reversé leur part des droits auteurs, car il affirmait que la mini-série n’avait rien rapporté.

### Saga d'Anne
La saga d'Anne est composée d'un cycle de 10 ouvrages, dont deux recueils de nouvelles :
1. Anne… la maison aux pignons verts (Anne of Green Gables, 1908)
2. Anne d'Avonlea (Anne of Avonlea, 1909)
3. Anne quitte son île (Anne of the Island, 1915)
4. Anne au Domaine des Peupliers (Anne of Windy Poplars, 1936)
5. Anne dans sa maison de rêve (Anne's House of Dreams, 1917)
6. Anne d'Ingleside (Anne of Ingleside, 1939)
7. La Vallée Arc-en-ciel (Rainbow Valley, 1919)
8. Rilla d'Ingleside (Rilla of Ingleside, 1921)
9. Chroniques d'Avonlea 1 (Chronicles of Avonlea, 1912)
10. Chroniques d'Avonlea 2 (Further Chronicles of Avonlea, 1920)

### Saga d'Emily
La saga d'Emily est composée d'un cycle de 3 romans :
1. Émilie de la Nouvelle Lune (Emily of New Moon, 1923)
2. L'Ascension d'Emily (Emily Climbs, 1925)
3. La Quête d'Emily (Emily's Quest, 1927)

### Romans
- 1910 : Kilmeny du vieux verger (Kilmeny of the Orchard)
- 1911 : La Conteuse (The Story Girl)
- 1913 : La Route enchantée (The Golden Road)
- 1926 : Le Château de mes rêves (The Blue Castle)
- 1929 : Le Monde merveilleux de Marigold (Magic for Marigold)
- 1931 : L'Héritage de tante Becky (A Tangled Web)
- 1933 : Pat de Silver Bush (Pat of Silver Bush)
- 1935 : Mademoiselle Pat (Mistress Pat)
- 1937 : Les Vacances de Jane (Jane of Lantern Hill)

### Nouvelles
- 1974 : The Road to Yesterday
- 1979 : The Doctor's Sweetheart
- 1988 : Histoires d'orphelins (Akin to Anne: Tales of Other Orphans)
- 1989 : Sur le rivage (Along the Shore: Tales by the Sea)
- 1990 : Au-delà des ténèbres (Among the Shadows: Tales from the Darker Side)
- 1991 : Longtemps après (After Many Days: Tales of Time Passed)
- 1993 : Against the Odds: Tales of Achievement
- 1994 : At the Altar: Matrimonial Tales
- 1995 : Across the Miles: Tales of Correspondence
- 1995 : Christmas with Anne and Other Holiday Stories

### Essai
- 1934 : Courageous Women (with others)

### Poésie
- 1916 : The Watchman & Other Poems

## Dans la culture populaire
Lucy Maud Montgomery est cité plusieurs fois dans des œuvres télévisuelles. Il y a une citation d'un court texte dans un épisode de la série télévisée Esprits criminels (saison 3, épisode 13).
Elle est interprétée dans Les Enquêtes de Murdoch (saison 9, épisode 12 et saison 16, épisode 3), et un de ses livres (Anne of green Gables) apparait dans le dessin animé Les Simpson (saison 27, épisode 7).

### Étude de l'auteur
- Harry Bruce, Maud : La Vie de Lucy Maud Montgomery, édition Québec/Amérique, 1997.